# Gouverneur von Anguilla
Der Gouverneur von Anguilla ist der Vertreter des britischen Monarchen, derzeit König Charles III., in dem britischen Überseegebiet Anguilla.  Die Ernennung des Gouverneurs erfolgt durch den Monarchen auf Vorschlag der britischen Regierung. Die  Hauptaufgabe des Gouverneurs von Anguilla besteht darin, den Premier zu ernennen.

## Liste der Gouverneure von Anguilla
| Gouverneur                    | von                | bis                |
| ----------------------------- | ------------------ | ------------------ |
| Charles Henry Godden          | April 1982         | 1983               |
| Alastair Turner Baillie       | November 1983      | 1987               |
| Geoffrey Owen Whittaker       | 1987               | 1989               |
| Brian G.J. Canty              | 25. November 1989  | 14. August 1992    |
| Alan W. Shave                 | 14. August 1992    | 3. November 1995   |
| Alan Hoole                    | 3. November 1995   | 1996               |
| Robert Harris                 | 1996               | 27. Januar 2000    |
| Roger Cousins (kommissarisch) | 27. Januar 2000    | 4. Februar 2000    |
| Peter Johnstone               | 4. Februar 2000    | 29. April 2004     |
| Mark Capes (kommissarisch)    | 29. April 2004     | 28. Mai 2004       |
| Alan Huckle                   | 28. Mai 2004       | 2. Juni 2006       |
| Mark Capes (kommissarisch)    | 2. Juni 2006       | 10. Juli 2006      |
| Andrew George                 | 10. Juli 2006      | 11. März 2009      |
| Stanley Reid (kommissarisch)  | 11. März 2009      | 21. April 2009     |
| Alistair Harrison             | 21. April 2009     | 23. Juli 2013      |
| Christina Scott               | 23. Juli 2013      | 17. August 2017    |
| Tim Foy                       | 17. August 2017    | Dezember 2020      |
| Dileeni Daniel-Selvaratnam    | 19. Januar 2021    | 1. Juni 2023       |
| Perin Bradley (kommissarisch) | 1. Juni 2023       | 26. Juni 2023      |
| Paul Candler (kommissarisch)  | 26. Juni 2023      | 11. September 2023 |
| Julia Crouch                  | 11. September 2023 | amtierend          |